# Mimeusemia simplex
Mimeusemia simplex là một loài bướm đêm trong họ Noctuidae.